# Български освободителни братства
Българските освободителни братства, популярно наричани Тайни офицерски братства, са тайна конспиративна организация по примера на гръцката „Етники Етерия“, която въвлича Гърция в Гръцко-турската война. Голяма част от дейците на братствата участват в революционната дейност на ВМОРО и легалните македоно-одрински организации в България, начело с ВМОК. Те играят значителна роля в македонското революционно движение до началото на войните за национално обединение (1912 – 1918).
Първото дружество на Българските освободителни братства е създадено във Търново на 14 юни 1897 година от поручик Емануил Павлов и подпоручиците Анастас Наков, Любомир Стоенчев, Владислав Ковачев, Петър Иванов, Марко Ванков и Иван Куртев. Второ дружество се появява в Русе, а след това в Сливен, Разград, Враца, Добрич, Варна и други. Организацията разпространява манифест, в който приканва всички офицери по произход от Македония и Одринска Тракия да се включат в редовете ѝ. Братствата се ръководят от централен комитет, а след това от създаденото на 15 април 1898 година Софийско дружество.
Сред основните спомосъществователи на дейността на Българските освободителни братства са Гьорче Петров, Гоце Делчев, ген. Рачо Петров и ген. Иван Цончев. Основната цел на дружествата са да събират членски внос, който по-късно да се задели за революционна дейност в Македония и Одринска Тракия. На места тайно се изнасят оръжия от българските казарми и се предават на активните революционери, финансират се пътувания на Гьорче Петров и Борис Сарафов зад граница, подпомага се бомболеярната на ВМОРО в село Сабляр.
До 1900 година членовете на братствата са над 1000 души. Това са точно половината от тогавашния офицерски корпус. В този период те застават начело на ВМОК, като самите дружества неофициално стават част от комитета. Сред по-известните дейци на братствата са Борис Сарафов, Александър Протогеров, Димитър Думбалаков, Христо Саракинов, Владислав Ковачев, Тодор Саев, Климент Бояджиев, Стамат Икономов, Йордан Венедиков, Тома Давидов, Антон Бузуков, Петър Дървингов, Анастас Янков, Стефан Николов и много други.
Основна роля за създаването на Народните стрелчески дружества през 1900 година имат Българските освободителни братства, чрез което се преминава към изграждане въоръжените сили на ВМОК. След разрива между ръководещите ВМОК Борис Сарафов и Иван Цончев от 1901 година дружествата започват да преустановяват дейността си. С тайно окръжно до офицерите на действителна служба от декември 1903 г. ВМОК прави успешен опит да възстанови братства. Мнозина от офицерите се организират и участват в Илинденско-Преображенското въстание. След 1905 г. те приемат решението за закриване на ВМОК с разочарование. Затова мнозина от офицерите се отказват отново от революционна дейност и се връщат в армията. Така дружествата се обезличават и постепенно преустановяват своята дейност. 
Преди Балканските войни е направен още един опит за възстановяване на организацията. През юни 1912 година в София група офицери решават да създадат тайна революционна организация. Отново са възстановени тайните офицерски братства. Така за няколко месеца отново се създава организация, която има за цел въздействие върху българското правителство за започване на война с Османската империя. Началото на войните за национално обединение (1912 – 1918) слага окончателно край на дейността на Братствата.